# Valdemorillo
Valdemorillo er en by og kommune i det centrale Spanien i Madrid-regionen. Den har et indbyggertal på 14.164 (2024) indbyggere.